# Claes Thell
Claes Thell (1943-2019), svensk keramiker. 
Thell föddes i Väsby utanför Höganäs och började redan som 15-åring att arbeta med keramik och experimentera med olika glasyrer. Efter avslutad skolgång arbetade han tre år på Höganäsbolagets Metallurgiska Laboratorium där han fick en grundläggande kunskap i glasyrteknik. Därefter etablerade han en egen keramikverkstad i Ödråka. Separat har han ställt ut på bland annat Östasiatiska museet, Konsthantverkarna i Stockholm, Vejens Kunstmuseum och Lolland-Falsters Kunstmuseum samt medverkat i ett flertal samlingsutställningar. Tillsammans med Henning Nilsson, Yngve Blixt. Brita Mellander-Jungermann och Ann Jansson bildade han tillsammans med brodern Bo Thell gruppen Keramikerna i Höganäs som arrangerade gemensamma samlingsutställningar på olika platser i landet samt att Bo drev en egen utställningsgalleri i Höganäs. Hans keramik består av skulpturer, prydnads och dekorationsföremål med olika glasyrer varav ett flertal föremål är unika och framställda i bara ett exemplar. Han signerar sina verk med Thell. Han finns representerad vid bland annat Nationalmuseum i Stockholm. En bok om hans keramik utgavs av Christine Hansson och Ronny Rudolf.